# Coppa del Mondo di sci di fondo 1993
La Coppa del Mondo di sci di fondo 1993 fu la dodicesima edizione della manifestazione organizzata dalla Federazione Internazionale Sci; ebbe inizio a Ramsau am Dachstein, in Austria, e si concluse a Štrbské Pleso, in Slovacchia. Nel corso della stagione si tennero a Falun i Campionati mondiali di sci nordico 1993, validi ai fini della Coppa del Mondo, il cui calendario non contemplò dunque interruzioni.
La stagione maschile ebbe inizio il 12 dicembre 1992 e si concluse il 20 marzo 1992. Furono disputate 13 gare individuali (7 a tecnica classica, 5 a tecnica libera, 1 a inseguimento) e 6 staffette, in 10 diverse località. Il norvegese Bjørn Dæhlie si aggiudicò la coppa di cristallo, il trofeo assegnato al vincitore della classifica generale. Non vennero stilate classifiche di specialità; Dæhlie era il detentore uscente della Coppa generale.
La stagione femminile ebbe inizio il 12 dicembre 1992 e si concluse il 20 marzo 1993. Furono disputate 13 gare individuali (8 a tecnica classica, 4 a tecnica libera, 1 a inseguimento) e 6 staffette, in 10 diverse località. La russa Ljubov' Egorova si aggiudicò la coppa di cristallo. Non vennero stilate classifiche di specialità; Elena Välbe era la detentrice uscente della Coppa generale.

## Uomini

### Risultati
| Data                                    | Località            | Nazione    | Spec.      | Primo                                                            | Secondo                                                                | Terzo                                                                     |
| --------------------------------------- | ------------------- | ---------- | ---------- | ---------------------------------------------------------------- | ---------------------------------------------------------------------- | ------------------------------------------------------------------------- |
| 12 dicembre 1992                        | Ramsau am Dachstein | Austria    | 10 km TL   | Vegard Ulvang                                                    | Vladimir Smirnov                                                       | Václav Korunka                                                            |
| 13 dicembre 1992                        | Ramsau am Dachstein | Austria    | 15 km TC   | Bjørn Dæhlie                                                     | Vegard Ulvang                                                          | Vladimir Smirnov                                                          |
| 18 dicembre 1992                        | Val di Fiemme       | Italia     | 30 km TL   | Vladimir Smirnov                                                 | Michail Botvinov                                                       | Aleksej Prokurorov                                                        |
| 20 dicembre 1992                        | Val di Fiemme       | Italia     | 4x10 km TC | dati non disponibili                                             | dati non disponibili                                                   | dati non disponibili                                                      |
| 3 gennaio 1993                          | Kavgolovo           | Russia     | 30 km TC   | Bjørn Dæhlie                                                     | Michail Botvinov                                                       | Torgny Mogren                                                             |
| 9 gennaio 1993                          | Ulrichen            | Svizzera   | 15 km TC   | Marco Albarello                                                  | Vegard Ulvang                                                          | Bjørn Dæhlie                                                              |
| 10 gennaio 1993                         | Ulrichen            | Svizzera   | 4x10 km TL | dati non disponibili                                             | dati non disponibili                                                   | dati non disponibili                                                      |
| 16 gennaio 1993                         | Bohinj              | Slovenia   | 15 km TL   | Vladimir Smirnov                                                 | Torgny Mogren                                                          | Bjørn Dæhlie                                                              |
| Campionati mondiali di sci nordico 1993 |                     |            |            |                                                                  |                                                                        |                                                                           |
| 20 febbraio 1993                        | Falun               | Svezia     | 30 km TC   | Bjørn Dæhlie                                                     | Vegard Ulvang                                                          | Vladimir Smirnov                                                          |
| 22 febbraio 1993                        | Falun               | Svezia     | 10 km TC   | Sture Sivertsen                                                  | Vladimir Smirnov                                                       | Vegard Ulvang                                                             |
| 24 febbraio 1993                        | Falun               | Svezia     | 25 km PU   | Bjørn Dæhlie Vladimir Smirnov                                    |                                                                        | Silvio Fauner                                                             |
| 26 febbraio 1993                        | Falun               | Svezia     | 4x10 km    | Norvegia Sture Sivertsen Vegard Ulvang Terje Langli Bjørn Dæhlie | Italia Maurilio De Zolt Marco Albarello Giorgio Vanzetta Silvio Fauner | Russia Andrej Kirillov Igor' Badamšin Aleksej Prokurorov Michail Botvinov |
| 28 febbraio 1993                        | Falun               | Svezia     | 50 km TL   | Torgny Mogren                                                    | Hervé Balland                                                          | Bjørn Dæhlie                                                              |
| 5 marzo 1993                            | Lahti               | Finlandia  | 4x10 km TC | dati non disponibili                                             | dati non disponibili                                                   | dati non disponibili                                                      |
| 6 marzo 1993                            | Lahti               | Finlandia  | 30 km TL   | Torgny Mogren                                                    | Vladimir Smirnov                                                       | Václav Korunka                                                            |
| 10 marzo 1993                           | Lillehammer         | Norvegia   | 4x10 km TL | dati non disponibili                                             | dati non disponibili                                                   | dati non disponibili                                                      |
| 13 marzo 1993                           | Oslo                | Norvegia   | 50 km TC   | Aleksej Prokurorov                                               | Gudmund Skjeldal                                                       | Sture Sivertsen                                                           |
| 19 marzo 1993                           | Štrbské Pleso       | Slovacchia | 15 km TC   | Bjørn Dæhlie                                                     | Marco Albarello                                                        | Silvio Fauner                                                             |
| 20 marzo 1993                           | Štrbské Pleso       | Slovacchia | 4x10 km TL | dati non disponibili                                             | dati non disponibili                                                   | dati non disponibili                                                      |

Legenda:

TC = tecnica classica

TL = tecnica libera

PU = inseguimento

### Classifiche

#### Generale
| Pos. | Nome               | Nazione    | Punti |
| ---- | ------------------ | ---------- | ----- |
| 1    | Bjørn Dæhlie       | Norvegia   | 696   |
| 2    | Vladimir Smirnov   | Kazakistan | 649   |
| 3    | Vegard Ulvang      | Norvegia   | 576   |
| 4    | Torgny Mogren      | Svezia     | 488   |
| 5    | Marco Albarello    | Italia     | 351   |
| 6    | Silvio Fauner      | Italia     | 308   |
| 7    | Michail Botvinov   | Russia     | 292   |
| 8    | Sture Sivertsen    | Norvegia   | 285   |
| 9    | Aleksej Prokurorov | Russia     | 251   |
| 10   | Terje Langli       | Norvegia   | 234   |

## Donne

### Risultati
| Data                                    | Località            | Nazione    | Spec.     | Prima                                                             | Seconda                                                                   | Terza                                                                 |
| --------------------------------------- | ------------------- | ---------- | --------- | ----------------------------------------------------------------- | ------------------------------------------------------------------------- | --------------------------------------------------------------------- |
| 12 dicembre 1992                        | Ramsau am Dachstein | Austria    | 5 km TC   | Kateřina Neumannová                                               | Elena Välbe                                                               | Larisa Lazutina                                                       |
| 18 dicembre 1992                        | Val di Fiemme       | Italia     | 15 km TL  | Ljubov' Egorova                                                   | Larisa Lazutina                                                           | Elena Välbe                                                           |
| 20 dicembre 1992                        | Val di Fiemme       | Italia     | 4x5 km TC | dati non disponibili                                              | dati non disponibili                                                      | dati non disponibili                                                  |
| 3 gennaio 1993                          | Kavgolovo           | Russia     | 30 km TC  | Ljubov' Egorova                                                   | Elena Välbe                                                               | Trude Dybendahl                                                       |
| 9 gennaio 1993                          | Ulrichen            | Svizzera   | 10 km TC  | Elena Välbe                                                       | Marja-Liisa Kirvesniemi                                                   | Stefania Belmondo                                                     |
| 10 gennaio 1993                         | Ulrichen            | Svizzera   | 4x5 km TL | dati non disponibili                                              | dati non disponibili                                                      | dati non disponibili                                                  |
| 16 gennaio 1993                         | Cogne               | Italia     | 10 km TL  | Stefania Belmondo                                                 | Elena Välbe                                                               | Ljubov' Egorova                                                       |
| 17 gennaio 1993                         | Cogne               | Italia     | 4x5 km    | dati non disponibili                                              | dati non disponibili                                                      | dati non disponibili                                                  |
| Campionati mondiali di sci nordico 1993 |                     |            |           |                                                                   |                                                                           |                                                                       |
| 19 febbraio 1993                        | Falun               | Svezia     | 15 km TC  | Elena Välbe                                                       | Marja-Liisa Kirvesniemi                                                   | Marjut Rolig                                                          |
| 21 febbraio 1993                        | Falun               | Svezia     | 5 km TC   | Larisa Lazutina                                                   | Ljubov' Egorova                                                           | Trude Dybendahl                                                       |
| 23 febbraio 1993                        | Falun               | Svezia     | 15 km PU  | Stefania Belmondo                                                 | Larisa Lazutina                                                           | Ljubov' Egorova                                                       |
| 26 febbraio 1993                        | Falun               | Svezia     | 4x5 km    | Russia Elena Välbe Larisa Lazutina Nina Gavryljuk Ljubov' Egorova | Italia Gabriella Paruzzi Bice Vanzetta Manuela Di Centa Stefania Belmondo | Norvegia Trude Dybendahl Inger Helene Nybråten Anita Moen Elin Nilsen |
| 27 febbraio 1993                        | Falun               | Svezia     | 30 km TL  | Stefania Belmondo                                                 | Manuela Di Centa                                                          | Ljubov' Egorova                                                       |
| 6 marzo 1993                            | Lahti               | Finlandia  | 5 km TL   | Ljubov' Egorova                                                   | Manuela Di Centa                                                          | Stefania Belmondo                                                     |
| 9 marzo 1993                            | Lillehammer         | Norvegia   | 5 km TC   | Trude Dybendahl                                                   | Ljubov' Egorova                                                           | Manuela Di Centa                                                      |
| 10 marzo 1993                           | Lillehammer         | Norvegia   | 5 km TC   | Ljubov' Egorova                                                   | Manuela Di Centa                                                          | Elena Välbe                                                           |
| 13 marzo 1993                           | Oslo                | Norvegia   | 4x5 km TL | dati non disponibili                                              | dati non disponibili                                                      | dati non disponibili                                                  |
| 19 marzo 1993                           | Štrbské Pleso       | Slovacchia | 10 km TC  | Elena Välbe                                                       | Ljubov' Egorova                                                           | Manuela Di Centa                                                      |
| 20 marzo 1993                           | Štrbské Pleso       | Slovacchia | 4x5 km TL | dati non disponibili                                              | dati non disponibili                                                      | dati non disponibili                                                  |

Legenda:

TC = tecnica classica

TL = tecnica libera

PU = inseguimento

### Classifiche

#### Generale
| Pos. | Nome                    | Nazione   | Punti |
| ---- | ----------------------- | --------- | ----- |
| 1    | Ljubov' Egorova         | Russia    | 760   |
| 2    | Elena Välbe             | Russia    | 710   |
| 3    | Stefania Belmondo       | Italia    | 596   |
| 4    | Larisa Lazutina         | Russia    | 519   |
| 5    | Manuela Di Centa        | Italia    | 511   |
| 6    | Trude Dybendahl         | Norvegia  | 396   |
| 7    | Kateřina Neumannová     | Rep. Ceca | 356   |
| 8    | Marja-Liisa Kirvesniemi | Finlandia | 286   |
| 9    | Marjut Rolig            | Finlandia | 285   |
| 10   | Anita Moen              | Norvegia  | 259   |